# 이즈 제도
이즈 제도(일본어: 伊豆諸島, いずしょとう)는 이즈반도에서 남동쪽으로 뻗어 있는 섬 무리이다. 행정적으로 도쿄도의 일부로 2개의 정과 6개의 촌으로 이루어져 있다. 가장 큰 섬은 이즈오섬으로 대개 간단히 오시마로 부른다.
전통적으로 "이즈 칠도"(伊豆七島)로 불리지만, 실제로는 수십 개의 섬들이 있다. 현재는 이 중 9개의 섬에 사람이 살고 있다.

## 지리
총 면적은 301.39km2이고, 인구는 24,960명이다. 이즈오 섬과 하치조 섬은 각각 1개의 정을 이루며, 나머지 7개의 유인도(有人島)가 6개의 촌을 이룬다. 도쿄도는 이들 자치체를 관리하는 3개의 지청을 두고 있다.
오가사와라 제도와 가까운 최남단의 4개 무인도(베요네즈 열암, 스미스섬, 도리시마, 소후 암)는 하치조정과 아오가시마촌이 서로 행정권을 주장하고 있어서 기초자치체(정·촌)의 관할은 미지정상태이며, 하치조 지청이 직접 관할한다.
모든 섬들은 후지하코네이즈 국립공원의 영역 내에 있다. 낚시와 스포츠를 즐기러 오는 사람들이 연중 찾아오며, 배의 대다수는 이즈반도에서 온 것이다. 에도 시대에 니지마, 미야케섬, 하치조섬은 죄수들의 유배지였다. 무인도인 도리시마는 중요한 조류의 서식지이다.

## 행정 구역
- 오시마 지청
  -  오시마정: 이즈오섬
  - 도시마촌: 도시마
  - 니지마촌: 니지마섬, 시키네섬, 우도네섬
  - 고즈시마촌: 고즈섬
- 미야케 지청
  - 미야케촌: 미야케섬, 오노하라섬
  - 미쿠라지마촌: 미쿠라섬, 이난바섬
- 하치조 지청
  -  하치조정: 하치조섬, 하치조코섬
  -  아오가시마촌: 아오가섬
  - 행정구역 미지정 : 베요네즈 열암, 스미스섬, 도리시마, 소후 암

## 이즈 제도의 섬 목록
이즈 제도의 섬들을 북쪽에서 있는 것부터 나열하면 다음과 같다.
| 그림 | 이름          | 한자           | 면적 km2 | 인구 2007 | 해발고도 m | 최고봉 이름           | 좌표                                                                |
| ---- | ------------- | -------------- | -------- | --------- | ---------- | --------------------- | ------------------------------------------------------------------- |
|      | 이즈오섬      | 伊豆大島       | 91.06    | 8,472     | 764        | 미하라                | 북위 34° 44′ 동경 139° 24′  / 북위 34.733° 동경 139.400°            |
|      | 도시마섬      | 利島           | 4.12     | 304       | 508        | 미야쓰카              | 북위 34° 31′ 동경 139° 17′  / 북위 34.517° 동경 139.283°            |
|      | 우도네섬      | 鵜渡根島       | 0.4      | - 1)      | 210        |                       | 북위 34° 28′ 21″ 동경 139° 17′ 38″ / 북위 34.47250° 동경 139.29389° |
|      | 니지마섬      | 新島           | 23.53    | 2,420     | 432        | 미야쓰카              | 북위 34° 22′ 동경 139° 16′  / 북위 34.367° 동경 139.267°            |
|      | 시키네섬      | 式根島         | 3.9      | 600       | 109        | 감비키                | 북위 34° 19.5′ 동경 139° 13′  / 북위 34.3250° 동경 139.217°         |
|      | 고즈섬        | 神津島         | 18.87    | 1,914     | 574        | 덴조잔                | 북위 34° 13′ 동경 139° 9′  / 북위 34.217° 동경 139.150°             |
|      | 미야케섬      | 三宅島         | 55.48    | 2,382     | 815        | 오야마                | 북위 34° 5′ 동경 139° 32′  / 북위 34.083° 동경 139.533°             |
|      | 오노하라섬    | 大野原島       | 0.02     | -         | 114        | 고야스                | 북위 34° 02′ 53″ 동경 139° 23′ 02″ / 북위 34.04806° 동경 139.38389° |
|      | 미쿠라섬      | 御蔵島         | 20.58    | 313       | 851        | 오야마                | 북위 33° 52.5′ 동경 139° 36′  / 북위 33.8750° 동경 139.600°         |
|      | 이난바섬      | 藺灘波島       | 0.005    | -         | 74         |                       | 북위 33° 38′ 53″ 동경 139° 18′ 08″ / 북위 33.64806° 동경 139.30222° |
|      | 하치조섬      | 八丈島         | 69.54    | 8,363     | 854        | 니시야마(하치조-후지) | 북위 33° 7′ 동경 139° 47′  / 북위 33.117° 동경 139.783°             |
|      | 하치조코섬    | 八丈小島       | 3.08     | - 2)      | 616,8      | 다이헤이              | 북위 33° 7′ 31″ 동경 139° 41′ 18″ / 북위 33.12528° 동경 139.68833°  |
|      | 아오가섬      | 青ヶ島         | 5.98     | 192       | 423        | 마루야마(오토푸)      | 북위 32° 27′ 29″ 동경 139° 46′ 04″ / 북위 32.45806° 동경 139.76778° |
|      | 베요네즈 열암 | ベヨネース列岩 | 0.01     | -         | 9,9        |                       | 북위 31° 53′ 14″ 동경 139° 55′ 03″ / 북위 31.88722° 동경 139.91750° |
|      | 스미스섬      | 須美寿島       | 0.02     | -         | 136        |                       | 북위 31° 26′ 13″ 동경 140° 02′ 49″ / 북위 31.43694° 동경 140.04694° |
|      | 도리시마섬    | 鳥島           | 4.79     | - 3)      | 394        | 이오                  | 북위 30° 28′ 48″ 동경 140° 18′ 22″ / 북위 30.48000° 동경 140.30611° |
|      | 소후 암       | 孀婦岩         | 0.005    | -         | 99         |                       | 북위 29° 47′ 39″ 동경 140° 20′ 31″ / 북위 29.79417° 동경 140.34194° |
|      | 이즈 제도     | 伊豆諸島       | 301.39   | 24,960    | 854        | 니시야마(하치조-후지) | 북위 34° 44′ 00″ 동경 139° 24′ 00″ / 북위 34.73333° 동경 139.40000° |

1) 우도네 섬은 메이지 시대에는 사람이 살았다.

2) 하치조코섬은 1970년부터 무인도이다. 1969년의 인구는 31명이었고, 한 때 513명이 거주했다.

3) 도리시마섬은 이즈 제도의 무인도 중 가장 넓은 섬으로 150명이 살았으나, 1902년에 화산 폭발로 전원 사망하였다. 이후 무인도가 되었다.